# Río Quema
El río Quema es el nombre popular que denomina a una zona de paso de peregrinos en el río Guadiamar que, acompañando a sus hermandades, acuden cada año en romería a la ermita de El Rocío (Almonte, Huelva), para rendir pleitesía a la Virgen del Rocío.
Pese a tal denominación, que aparece en multitud de letras de distintas sevillanas, el Quema no es realmente un río. Se trata de un vado natural del río Guadiamar, y toma su nombre de la finca en que se encuentra, llamada "Quema", en el término municipal de Aznalcázar (Sevilla). Por ello, más propiamente el lugar debería de llamarse "Vado de Quema".
El vado en cuestión se encuentra marcando el límite del territorio rociero, y en él, cada año se produce el ritual del bautismo de los que llegan por primera vez en peregrinación a la ermita.
Actualmente, el Vado de Quema, es paso obligado de 51 hermandades y 10 asociaciones rocieras.